# Jindřich Wimmer & spol.
Jindřich Wimmer & spol., zastupitelství sdružených šamotových továren a obchod stavebninami byla královéhradecká firma, která se od roku 1917 obchodovala se stavebninami.

## Historie
Tato firma byla založena v roce 1917 a původně se věnovala stavbě pokojových kamen ze šamotových kachlů, přestavbám kamen a sporáků, jakož i všem opravám, které spadaly do kamnářského oboru. Později se svým rozvojem se její nabídka služeb i sortimentu rozrůstala. O 2 roky později již nabízela dlaždice a glasované obkládačky pro dlažby a obklady všech místností, kameninové roury a žlaby, kameninové soudky a štoudve na vodu, zelí a omastek, ohnivzdorné výrobky, kuchyňské sporáky z rakovnických bílých kachlů, rakovnická kachlová kamna, šamotové cihly a moučku, kusové stavební vápno a portlandský cement.
Sídlila v Hradci Králové na náměstí arcivévody Bedřicha, resp. Husově náměstí čp. 538, ale své hlavní skladiště měla firma v Plotištích nad Labem naproti Lakovaru na ploše 5 600 m² se 2 krytými odděleními. Bylo postaveno v roce 1925 pro uskladnění šamotu, šamotového a kameninového zboží. Vedle toho v něm byla zřízena úřadovna a byt pro skladníka. Roku 1927 byla do něj zřízena železniční vlečka a v roce 1931 bylo k němu postaveno zděné skladiště. V tomto skladišti bylo v roce 1935 zaměstnáno 5 dělníků, 1 skladník a 1 úředník. Mimo to měla 40 kladečů dlaždic a 7 úředníků v Hradci Králové a filiální závody v Kolíně a v Písku. Následujícího roku rozšířila závod přístavbou 3 skladišť a zvětšením původních skladů. Tehdy zaměstnávala 8 úředníků a 31 dělníků. Majitelem závodu byl stále Jindřich Wimmer, velkoobchodník a šéf firmy, a Emanuel Wimmer, ředitel v. v. v Praze. V roce 1937 bylo přistavěno skladiště o rozměrech 50 m x 7 m. Při velmi dobrém odbytu společnost zaměstnávala 12 úředníků a až 60 dělníků. Vzestupnou tendenci mělo hlavně obkládání zdí jako fasády.
Společnost se účastnila všech významných stavebních počinů v samotném městě i mimo něj, např. provedla veškeré obklady a dlažby v novostavbě královéhradecké okresní nemocnice nebo obklady stěn při novostavbě přijímací budovy a podchodu novostavby místního nádraží. Majitel firmy se jako zapřisáhlý sokol účastnil i stavby sokolovny v Hradci Králové. Firma úspěšně přežila i období německé okupace, čehož důkazem může být týdeník Štít ze 14. listopadu 1947, v kterém zaměstnanci blahopřáli k výročí 30letého trvání firmy jejímu šéfovi Jindřichu Wimmerovi a společníkovi Antonínu Wimmerovi, řediteli firmy Wimmer a spol., stavební keramika, Plzeň.
Přesto se objevily i různé zádrhely. V červnu 1937 to byla stávka dělníků, kteří žádali zvýšení nízkých mezd, a v dubnu 1943 úmrtí Emanuela Wimmera, ředitele tiskárny v. v. a spolumajitele firmy. Největším problémem však byl nástup komunistů k moci po únoru 1948, kdy byla do firmy ustanovena národní správa, která nedlouho poté dopomohla zániku této společnosti.